# Tangina sirius
Tangina sirius är en insektsart som beskrevs av Ronald Gordon Fennah 1969. Tangina sirius ingår i släktet Tangina och familjen vedstritar. Inga underarter finns listade i Catalogue of Life.